# Rúben Dias
Rúben dos Santos Gato Alves Dias (Amadora, 14 de maio de 1997) é um futebolista português que atua como defesa central. Joga pelo Manchester City.

## Carreira

### Benfica

#### Benfica B
Em 30 de setembro de 2015, Rúben Dias estreou-se profissionalmente com o Benfica B num jogo da Segunda Liga de 2015-16 frente ao Chaves. Depois de evitar por pouco a despromoção, ajudou a equipa a alcançar o quarto lugar da tabela na época 2016/17 e a seleção de sub-19, como capitão da equipa, a chegar à final da UEFA Youth League.

### Benfica
A 16 de setembro de 2017, Rúben Dias estreou-se pela equipa principal do Benfica num jogo da Primeira Liga frente ao Boavista.

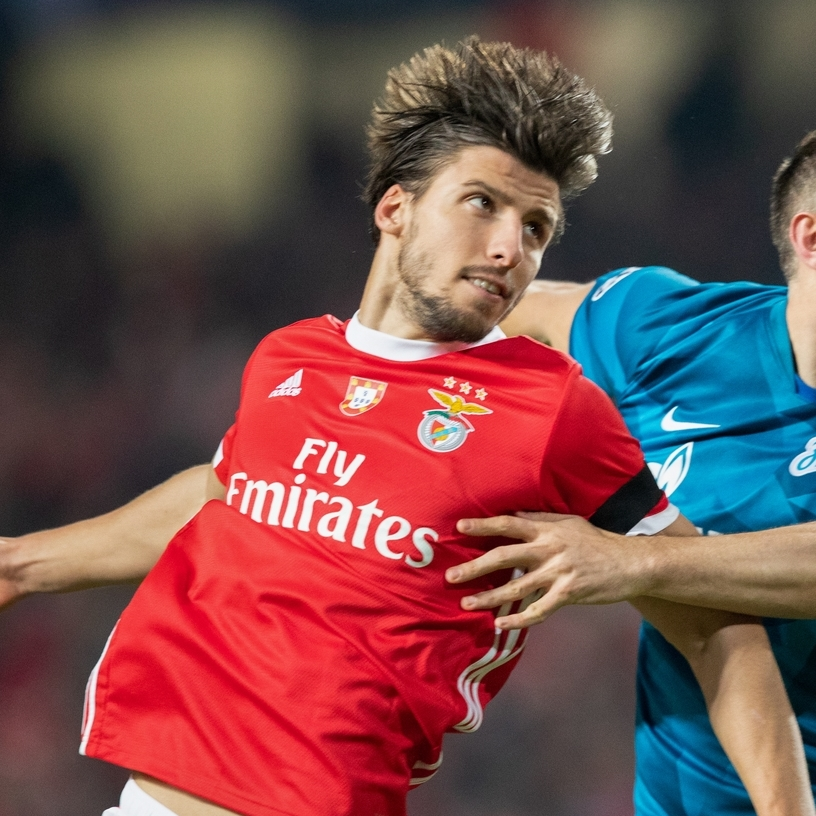
Dias jogando pelo Benfica em uma partida da Liga dos Campeões de 2019-20 contra o Zenit São Petersburgo

Rúben Dias foi submetido a uma cirurgia devido a uma apendicite, afastando-o durante um mês dos relvados.
Marcou o seu primeiro golo pelo Benfica num encontro da Taça da Liga (2-2) frente ao Vitória de Setúbal, a 29 de dezembro de 2017. Em 3 de fevereiro de 2018, ele marcou seu primeiro golo na Primeira Liga contra o Rio Ave (5-1). No final da temporada, ele foi eleito o melhor jogador jovem do ano da Primeira Liga. 
Rúben Dias deixou o Benfica, com 137 jogos e 12 golos marcados.

### Manchester City

#### 2020/21
Em 29 de setembro de 2020, Rúben Dias assinou com Manchester City pelo valor de 68 milhões de euros, contrato válido por 6 anos, até 30 de junho de 2026.A 3 de outubro de 2020, Rúben Dias fez a sua estreia no Campeonato Inglês, pelo Manchester City, num empate fora de casa por 1 a 1 contra o Leeds United.A 27 de fevereiro de 2021, Rúben Dias fez o seu primeiro golo com a camisola do Manchester City na vitória dos Citizens frente ao West Ham por 2-1, na 26.ª jornada da Premier League.
Na temporada de 2020/21, no Benfica fez três jogos e um golo. Fez um total de 47 jogos pelo Manchester City. 
Na Premier League, Rúben Dias realizou 32 encontros e 2.845 minutos de jogo, tendo marcado um golo. Além do título do Campeonato Inglês e da Taça da Liga, entre uma final perdida da Liga dos Campeões. Rúben Dias emergiu como líder da defesa do City na sua série de 15 vitórias seguidas. Rúben Dias contribuiu ativamente para 15 jogos sem golos sofridos, ganhando 23 dos 32 encontros realizados, com 35 interceções, 24 desarmes, 23 remates bloqueados e 135 recuperações.
Ao fim da época, Rúben Dias foi eleito o melhor jogador da temporada 2020/2021 do futebol inglês pela Football Writers Association, a associação de jornalistas desportivos britânicos (FWA, na sigla em inglês). Foi o primeiro defesa a receber o prémio desde Steve Nicol, Liverpool, em 1989.

#### 2021/22
Rúben Dias prolongou o contrato com o Manchester City, que ia até 2026, por mais um ano, prorrogando até junho de 2027.

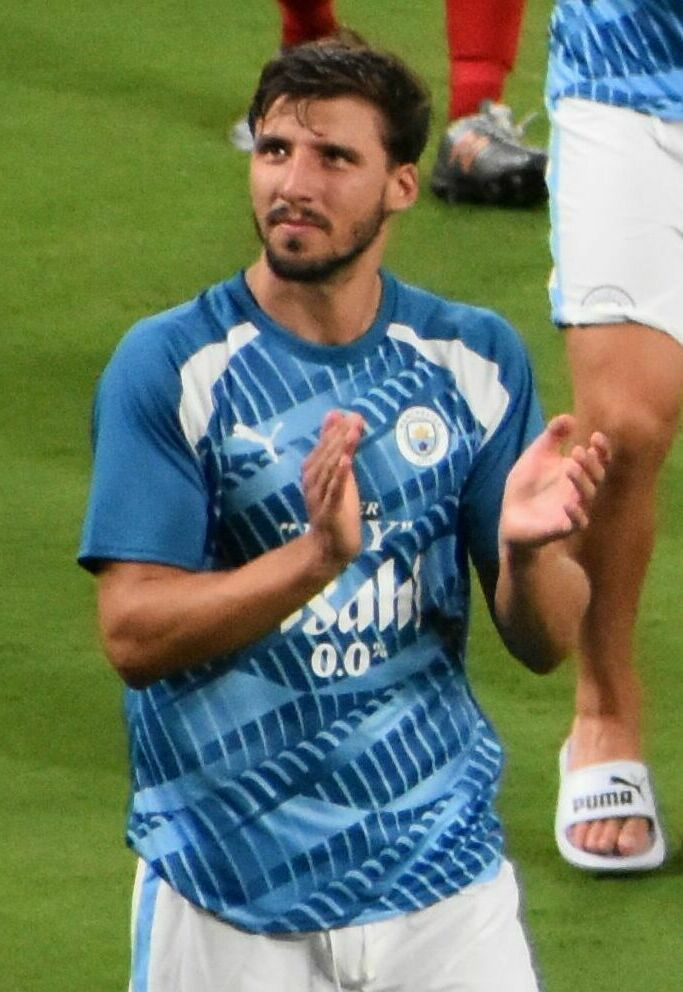
Rúben Dias pelo Manchester City

A 15 de setembro de 2021, Rúben Dias capitaneou o Manchester City pela primeira vez, dando uma assistência para Jack Grealish numa vitória de 6 a 3 sobre o RB Leipzig, pela Liga dos Campeões.
Em 7 de maio, Rúben Dias sofreu outra lesão no tendão durante uma partida contra o Newcastle United, afastando-o pelo resto da temporada.

#### 2022/23
Rúben fez mais uma temporada fantástica pelo City, vencendo a tríplice coroa de títulos (Taça da Inglaterra, Premier League e Champions League). Foi eleito um dos melhores defesas centrais da Champions.

#### 2023-24
A 15 de janeiro de 2024, a FIFA anunciou a seleção do ano de 2023 no prémio Fifa The Best e Rúben Dias foi um dos defensores selecionados.

#### 2024-25
O início da época 2024/25 do Manchester City prometia dar continuidade a um ciclo de domínio nacional, com a equipa invicta e a liderar a Premier League até outubro. No entanto, rapidamente tudo desabou. Devido a uma sequência de lesões em jogadores-chave, como Rodri, De Bruyne, Stones, Ederson, Kyle Walker, e o próprio Rúben Dias, que expôs a fragilidade do plantel e levou a uma queda abrupta de rendimento. Entre novembro e dezembro, o City perdeu 9 dos 12 jogos disputados, tantos quanto nas 106 partidas anteriores. A equipa caiu para fora da corrida pelo título e acabou eliminada precocemente da Liga dos Campeões pelo Real Madrid. Acabaram a época de mãos a abanar, perdendo a final da FA Cup para o Crystal Palace, que venceram o seu primeiro troféu em 164 anos.
Em 2024, Rúben Dias foi incluindo no onze do ano nos prémios The Best da FIFA.
Ao serviço de Portugal, conquistou a Liga das Nações da UEFA, tendo entrado em campo na semi-final contra a Alemanha e na final contra Espanha.

## Títulos
Benfica
- Primeira Liga: 2018–19
- Supertaça Cândido de Oliveira: 2019

Manchester City
- Taça da Liga Inglesa: 2020–21
- Premier League: 2020–21, 2021–22, 2022–23 e 2023–24
- Taça da Inglaterra: 2022–23
- Liga dos Campeões da UEFA: 2022–23[28]
- Supertaça da UEFA: 2023
- Copa do Mundo de Clubes da FIFA: 2023[29]
- Supertaça da Inglaterra: 2024

Seleção Portuguesa
- Liga das Nações da UEFA: 2018–19 e 2024–25[30]

### Prémios individuais
- Equipa do torneio da Liga das Nações da UEFA: 2018–19[31]
- Jogador do mês do Manchester City: novembro de 2020[32]
- Futebolista Inglês do Ano pela FWA: 2020–21
- Equipa ideal da Liga dos Campeões da UEFA: 2020–21[33], 2022–23
- Melhor Defesa da UEFA: 2020–21
- FIFPro World XI: 2021 e 2023
- Seleção do Ano da FIFA: 2024[34]